# Knock, Cumbria
Knock är en by (village) i Cumbria, England. Knock ligger nära orterna Dufton och Appleby-in-Westmorland.